# Régis Jauffret
Pour les articles homonymes, voir Jauffret et Régis.
Œuvres principales
- Asiles de fous (2005)
- Microfictions (2007)

Régis Jauffret (né le 5 juin 1955 à Marseille) est un écrivain français.
Auteur de vingt-six ouvrages, roman, nouvelles ainsi que d'une pièce de théâtre. Il publie son premier texte de fiction à l'âge de vingt-cinq ans dans Le Monde et publie en 1985 son premier roman, Seule au milieu d'elle aux Éditions Denoël.
Qualifié d'écrivain de la folie et de la cruauté, il met en scène, dans des romans parfois inspirés de faits-divers, et dans des textes courts (microfictions), des personnages marqués par les « souffrances, humiliations, rapports de domination, désirs refoulés », la plupart du temps sous forme de monologues.

## Biographie

### Jeunesse et débuts littéraires
Né dans une famille bourgeoise, Régis Jauffret est attiré, dès sa jeunesse, par la littérature et notamment par la lecture des œuvres de Émile Zola, Marcel Proust, Sigmund Freud et Franz Kafka. Après une maîtrise de philosophie obtenue à Aix-en-Provence, il s'installe à Paris.
Il écrit alors des pièces radiophoniques pour France Inter et des articles pour la revue Tel Quel.

### Carrière littéraire
Régis Jauffret est l'auteur de nombreux romans, dont Univers, univers (2003) pour lequel il reçoit le prix Décembre et Asiles de fous (2005) pour lequel il obtient le prix Femina. En 2007, son ouvrage Microfictions est récompensé par le prix France Culture-Télérama et l'un des Grands Prix de l'humour noir Xavier Forneret.
En 2016, son livre Cannibales figure, avec ceux de Gaël Faye, Catherine Cusset et Leïla Slimani, sur la liste des quatre derniers romans en lice pour le prix Goncourt. En 2018, il reçoit le Prix Goncourt de la nouvelle pour Microfictions 2018.
La Nuit des Microfictions a lieu le 4 octobre 2008 au Théâtre du Rond-Point, pendant laquelle 130 comédiens lisent 130 nouvelles de Régis Jauffret. Parmi ceux-ci, il y a notamment Pierre Arditi, François Morel, Frédéric Beigbeder ou encore Philippe Djian. L'évènement est retranscrit sur France Culture.
Il interprète la même année sur les planches du Théâtre du Rond-Point les deux protagonistes de son recueil de lettres imaginaires Lacrimosa.
En 2012, il est président du jury du prix des lecteurs de L'Express. En 2019, il parraine un concours d'écriture de nouvelles organisé par Lire et Librinova, primant une nouvelle sur le thème du bonheur.
Depuis 2019, il est contributeur pour le magazine Zadig, un trimestriel ayant vocation à rendre lisible un pays devenu illisible : la France.
Il entre dans Le Petit Larousse Illustré 2020.
Il publie en 2020 Papa, un nouveau « roman, une biographie trouée et amplifiée par la fiction », à propos de son père emmené un jour par la Gestapo. De ces images d'archives retrouvées, il tire un texte au « baroquisme assumé » sur sa propre enfance auprès d'Alfred Jauffret.

### Autres activités
Dans les années 1990, il fonde une petite société de presse et édite et dirige la revue Dossiers criminels, qui traite des faits divers.
En 2007, il lance un site internet intitulé « Interview Génération », qui propose des entretiens filmés avec des inconnus (un SDF, un roumain clandestin, un gréviste, une adolescente...) et des personnalités du monde littéraire.
De 2011 à 2013, il fait partie du jury du prix Saint-Germain[source insuffisante]. La même année, il est chroniqueur dans l’émission Avant-premières, présentée sur France 2 par Élizabeth Tchoungui.
En 2014, il est acteur dans le film Loup-Garou de Stéphane Lévy.
Père de deux enfants, il participe en 2019 à la campagne pour l'allongement du congé paternité.

### Controverses et polémiques
En 1998, à la suite de la publication de son roman Histoire d'amour qui met en scène le monologue d'un violeur, l'auteur reçoit des lettres de menace de mort.
En 2010, la famille du banquier Édouard Stern poursuit Jauffret pour son roman Sévère qui met en scène le meurtre du banquier par sa maîtresse, Cécile Brossard. Plusieurs écrivains se sont portés à sa défense par le biais d'une pétition dont les signataires étaient Michel Houellebecq, Virginie Despentes, Christine Angot, Philippe Djian, Philippe Sollers, Frédéric Beigbeder, Yann Moix et Bernard-Henri Lévy. En 2012, la famille Stern retire sa plainte. L'année suivante, le roman est adapté au cinéma.
En 2012, son roman, Claustria, qui revient sur l'affaire Fritzl, est très mal reçu en Autriche. En effet, les critiques littéraires autrichiens dénoncent « un ouvrage voyeuriste, bête et gratuitement haineux envers les Autrichiens » et reprochent à l'auteur des « grossières erreurs qui discréditent l'enquête menée sur place pendant quinze jours. » Pour Die Welt, Régis Jauffret utilise dans son roman « beaucoup de psychologie de cuisine » auquel il ajoute un « assaisonnement politique » car l'affaire Fritzl dans ce pays ne serait que la pointe de l'iceberg, l'« énergie criminelle de Fritzl » se basant sur un fond national-socialiste largement répandu dans le peuple autrichien la „Claustria“. Le grand quotidien allemand note que pour ce type de sujet la prose de Jauffret reste très loin de celle de Truman Capote auquel celui-ci prétend se comparer. Dans The Guardian, Régis Jauffret se défend en affirmant que « son livre dérange parce qu'il dénonce des défaillances, ce que les Autrichiens ne peuvent pas supporter, venant d’un citoyen français. »
En France, la réception de son livre est tout autre. Il fait la Une de Libération, avec un article signé Philippe Lançon, dans lequel ce dernier explique que le traitement littéraire du fait divers, - ici de l'affaire Fritzl, permet de délivrer une certaine vérité sur la société. Régis Jauffret publie également dans Libération une tribune intitulée « Affaire Fritzl : pourquoi l’Autriche m’attaque », dans laquelle il explique : 

« L'inceste sur un enfant — fût-il un petit de 1 an ou 2 — n'est passible en Autriche que de trois années de prison lorsque le père commet ce crime. Si c'est l’oncle, il ne risque qu'un an. Qui en Europe s’en soucie ? […] Celui qui ne hurle pas avec moi pour exiger de l’Autriche un changement immédiat de sa loi, est complice de cette ordure qui, en ce moment, viole son enfant. »

En janvier 2014, après la parution de son roman La Ballade de Rikers Island, qui évoque l'affaire du Sofitel de New York, Dominique Strauss-Kahn l'attaque en justice, ainsi que son éditeur, Le Seuil. Le 2 juin 2016, le tribunal correctionnel de Paris le condamne pour diffamation à une amende de 1 500 € avec sursis et à 10 000 € de dommages et intérêts au titre du préjudice moral. De plus, toute nouvelle édition du roman avec les passages jugés diffamatoires est interdite. L'auteur fait appel de ce jugement. En mai 2017, le jugement de première instance est confirmé définitivement en Cour d'appel. Le 12 avril 2018, il déclare à ce propos sur France 5 à l'émission La grande librairie : « Quand je lis ce verdict j'ai honte, mais la honte n'est pas pour moi. »

## Œuvre

#### Romans et récits
- 1985 : Seule au milieu d'elle (Denoël) -  (ISBN 978-2-207-23146-3)
- 1986 : Cet extrême amour (Denoël) -  (ISBN 978-2-207-23291-0)
- 1993 : Sur un tableau noir (Gallimard) -  (ISBN 978-2-07-072973-9)
- 1996 : Stricte intimité (Julliard) -  (ISBN 978-2-260-01421-8)
- 1998 : Histoire d'amour (Éditions Verticales) -  (ISBN 978-2-84335-099-3)
- 1999 : Clémence Picot (éd. Verticales) -  (ISBN 978-2-84335-034-4)
- 2000 : Autobiographie (éd. Verticales)  (ISBN 2-84335-051-4)
- 2001 : Promenade (éd. Verticales) -  (ISBN 978-2843351006)
- 2003 : Univers, univers (éd. Verticales) -  (ISBN 978-2843351761) Prix Décembre 2003
- 2004 : L'enfance est un rêve d'enfant (éd. Verticales) -  (ISBN 978-2843352126)
- 2005 : Asiles de fous (Gallimard, collection « Blanche ») -  (ISBN 978-2070775347) Prix Femina 2005
- 2008 : Lacrimosa (éd. Gallimard) -  (ISBN 978-2070122042)
- 2010 : Sévère (Le Seuil, collection « Cadre rouge ») -  (ISBN 978-2021022483)
- 2010 : Tibère et Marjorie (Le Seuil, collection « Cadre rouge ») -  (ISBN 978-2021022506)
- 2012 : Claustria (Le Seuil, collection « Cadre rouge ») -  (ISBN 978-2021022513)
- 2014 : La Ballade de Rikers Island (Le Seuil, collection « Cadre rouge ») -  (ISBN 978-2021097597)
- 2016 : Cannibales (Le Seuil, collection « Cadre rouge ») -  (ISBN 978-2021309959)
- 2020 : Papa (Le Seuil, collection « Cadre rouge ») -  (ISBN 978-2021450354)
- 2021 : Le Dernier Bain de Gustave Flaubert (Le Seuil, collection « Cadre rouge ») -  (ISBN 978-2021453669)
- 2024 : Dans le ventre de Klara (Éd. Récamier) -  (ISBN 978-2-38577-057-0)

#### Nouvelles et microfictions
- 2000 : Fragments de la vie des gens (éd. Verticales) -  (ISBN 978-2-84335-052-8)
- 2002 : Les Jeux de plage (éd. Verticales, coll. minimales) -  (ISBN 978-2843351457)
- 2007 : Microfictions (Gallimard, collection « Blanche ») -  (ISBN 978-2070783175) Prix France Culture-Télérama 2007
- 2009 : Ce que c'est que l'amour (éd.Gallimard, collection Folio) -  (ISBN 978-2-07-038774-8)
- 2010 : La tentation du clitoris (Publie.net) -  (ISBN 978-2814503717)
- 2010 : Vivre encore, encore (Publie.net) -  (ISBN 978-2814503724)
- 2010 : Week-end familial à Clichy-sur-Mer (Publie.net) -  (ISBN 978-2814503731)
- 2015 : Bravo (Le Seuil, collection « Cadre rouge ») -  (ISBN 978-2-02-121285-3)
- 2018 : Microfictions 2018 (Gallimard)Prix Goncourt de la nouvelle 2018
- 2022 : Microfictions 2022 (Gallimard) -  (ISBN 978-2072840135)

#### Théâtre
- 1985 : Les Gouttes (Denoël) -  (ISBN 978-2-207-23193-7)

#### Ouvrages collectifs
- 2008 : Des nouvelles de banlieue (éditions Textuel) -  (ISBN 978-2845973121)
- 2017 : Qu'est-ce que la gauche ? (Fayard) -  (ISBN 978-2213704586)

#### Livres d'art
- 2000 : Forbidden City (photographies de Jean-Christian Bourcart, éd. Le Point du Jour) -  (ISBN 978-2912132161)

#### Entretiens
- 2010 :  Les écouter écrire. 26 entretiens et 5 portraits d'écrivains d'aujourd'hui (Publie.net, entretien avec Georgia Makhlouf) - (ASIN B0057XB6SU)

### Audiographie
- 2008 : Microfictions, lu par l'auteur (Gallimard, collection « Écoutez lire ») -  (ISBN 9782070786664)

### Filmographie
- 2014 : Loup-Garou de Stéphane Lévy (acteur)

## Prix et récompenses
- 2018 prix Goncourt de la nouvelle pour Microfictions 2018 (Gallimard),
- 2005 Prix Femina pour Asiles de fous (Gallimard).
- 2003 Prix Décembre pour Univers, univers (Éditions Verticales)

## Sur quelques ouvrages

### Bravo
Ce texte (2015), signalé roman en première de couverture, est constitué de seize nouvelles indépendantes sur le thème de la vieillesse et « ces naufragés du grand âge » : L'infini bocage, Une bonne espérance de vie, Gisèle prend l'eau, L'explosion du langage, Les étés moites, Le pollen du bonheur, Une épouse tombée du ciel, Une déferlante de haine, Ici, L'amour d'une mère, Guérir les sobres, La fable du hongre, La badiane empêche de mourir, Cinq fois vingt-cinq ans, Quand les pédophiles se pavanaient, Vers la nuit.

## Adaptations

### Cinéma
- Sévère, adapté sous le titre Une histoire d'amour, film franco-belgo-luxembourgeois réalisé par Hélène Fillières, sorti le 9 janvier 2013.

### Théâtre
- Microfictions :
  - adaptation et mise en scène de Yann Mercanton, 2009[33].
  - mise en scène de Jean-Camille Sormain, théâtre du Bourg-Neuf, 2013[34].
  - mise en scène de Valéry Warnotte et Charlie Windelschmidt, théâtre du Rond-Point Paris, La Filature Mulhouse, le Volcan le Havre et création en anglais à Washington Dc et Atlanta.
- Histoire d'amour, compagnie Teatrocinema, théâtre du Rond-Point, 2014[35].